# العدوف (إب)

تعديل مصدري - تعديل

العدوف هي إحدى قرى عزلة جبل معود بمديرية إب التابعة لمحافظة إب، بلغ تعداد سكانها 1234 نسمة حسب تعداد اليمن لعام 2004.